# Picco I

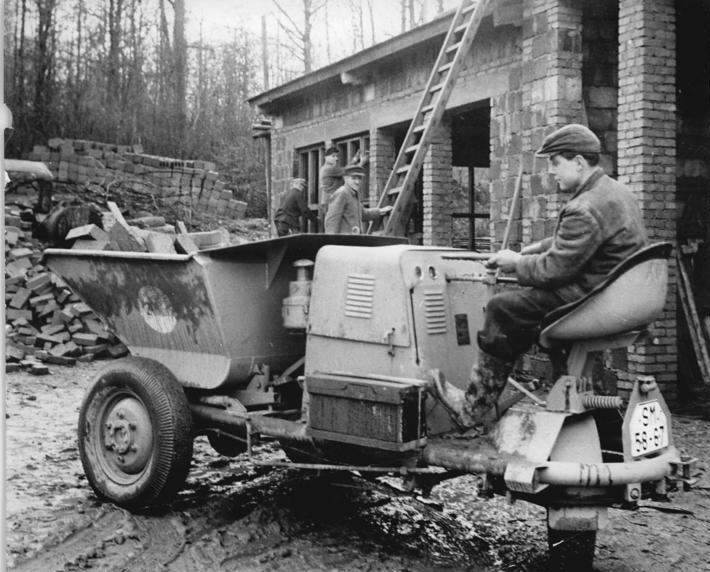
Picco I mit Rohrrahmen

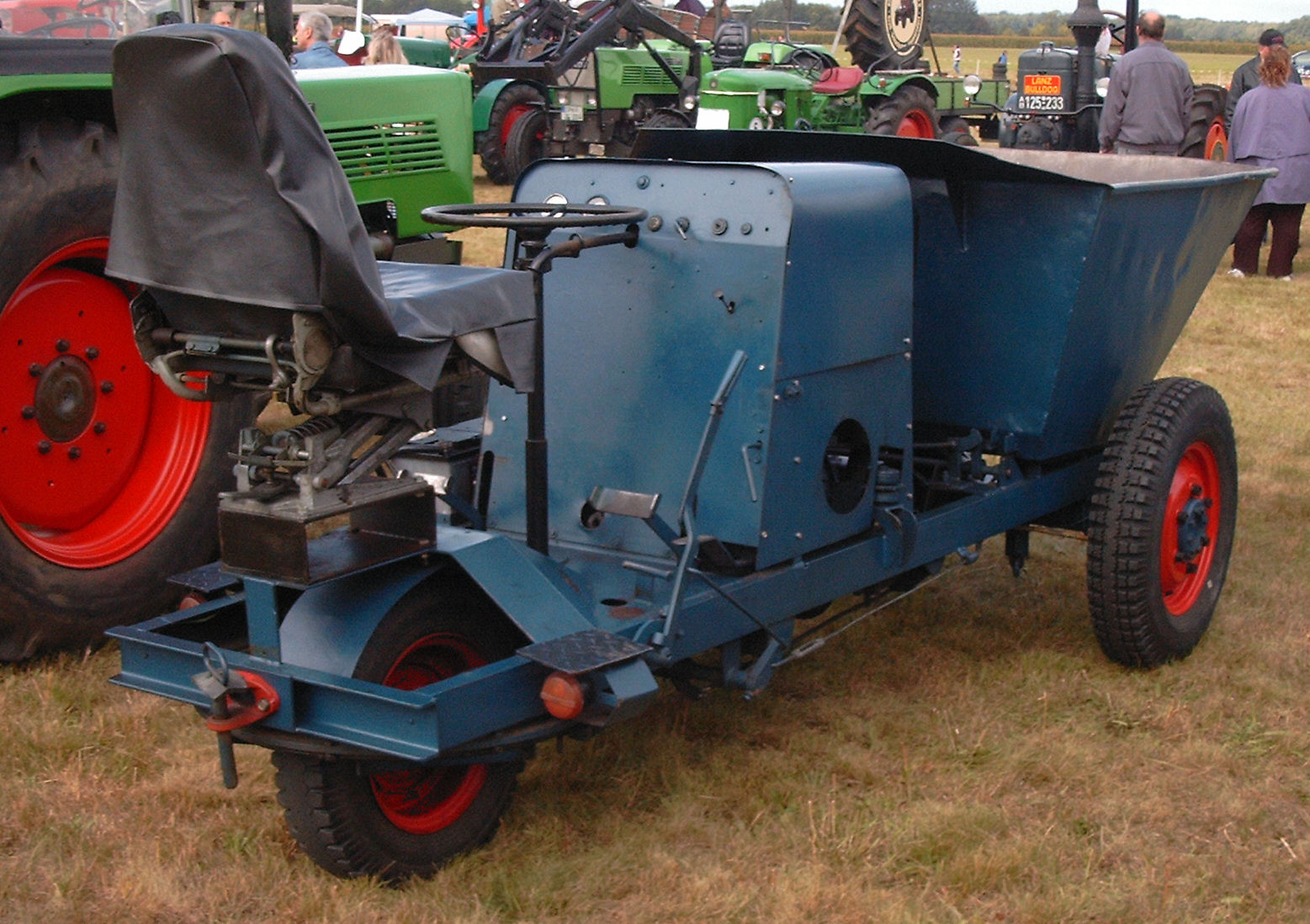
Picco I mit Profilrahmen

Der Picco I ist ein dreirädriger Vorderkipper aus der DDR. Im Volksmund wurde das Fahrzeug auch Dreikantfeile oder Dumper genannt.
Gebaut wurde das Fahrzeug ab 1957 bei der Brandiser Maschinen- und Apparatebau KG (BMA), dem vormaligen Bibra-Werk (Birckenstock Brandis). Mit dem Bau des Picco II ab 1959 wurde die Produktion des Picco I in den VEB Fahrzeugwerk Mölkau verlegt, der das Fahrzeug bis etwa 1970 baute.

## Konstruktion

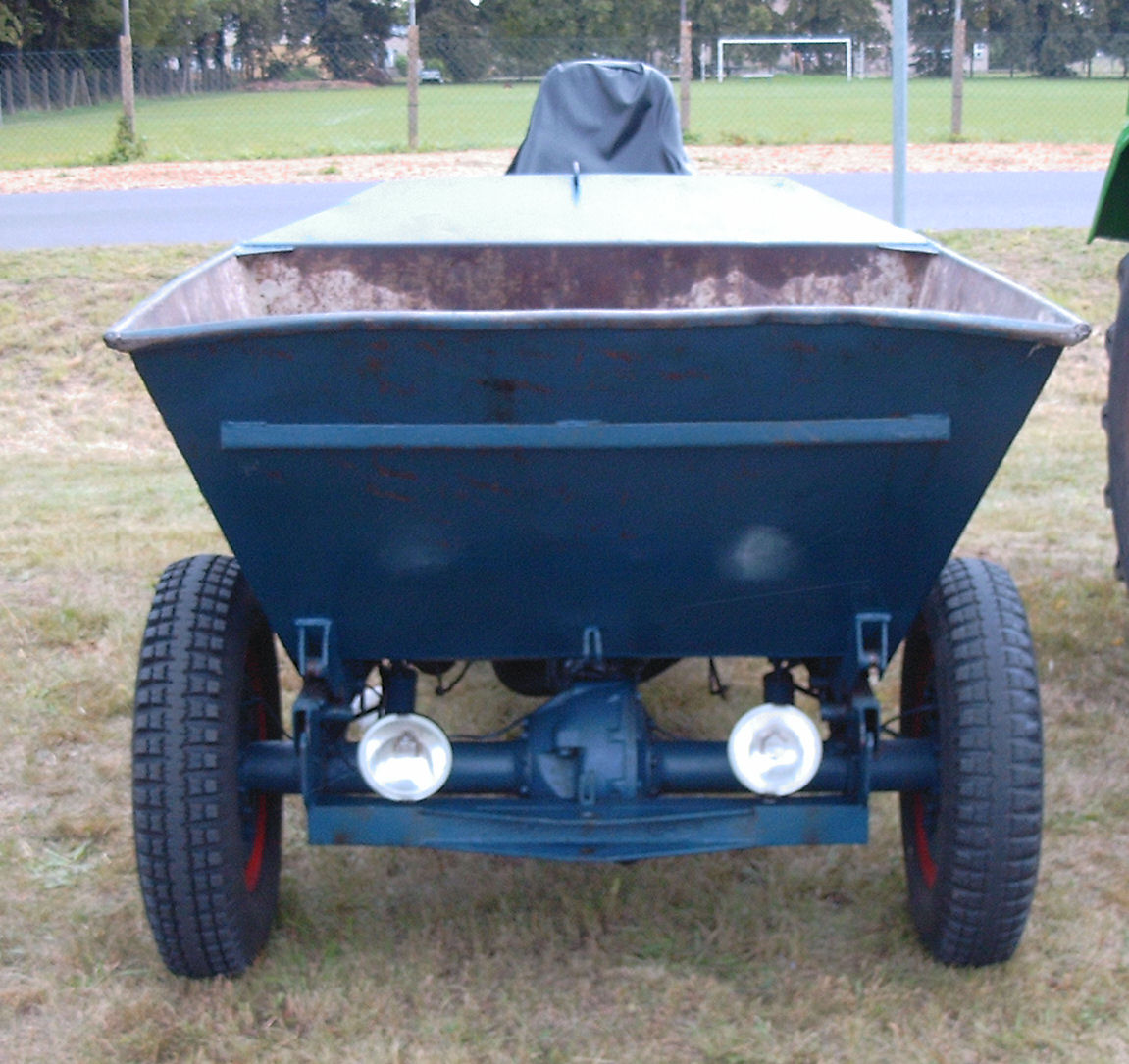
Blick auf die Fahrzeugfront

Die Vorderachse wird durch einen luftgekühlten Einzylinder-Wirbelkammer-Dieselmotor angetrieben, der aus 795 cm³ Hubraum 8,5 PS bei einer Drehzahl von 2300/min liefert. Der Motor, Teile der Achse sowie das Vierganggetriebe, bei dem allerdings der vierte Gang gesperrt wurde, kamen von den Zittauer Robur-Werken.
Die Kippmulde fasst 0,7 m³ Inhalt. Vom Fahrersitz aus wird per Hebel die Kippsicherung gelöst, die Mulde entlädt dann durch Schwerkraft oder nach plötzlicher Bremsung (Masseträgheit).
Die Lenkung erfolgt indirekt über eine Zahnradumsetzung auf das einzelne Heckrad. Der anfangs verbaute Rohrrahmen wich später einem Stahlprofilrahmen.

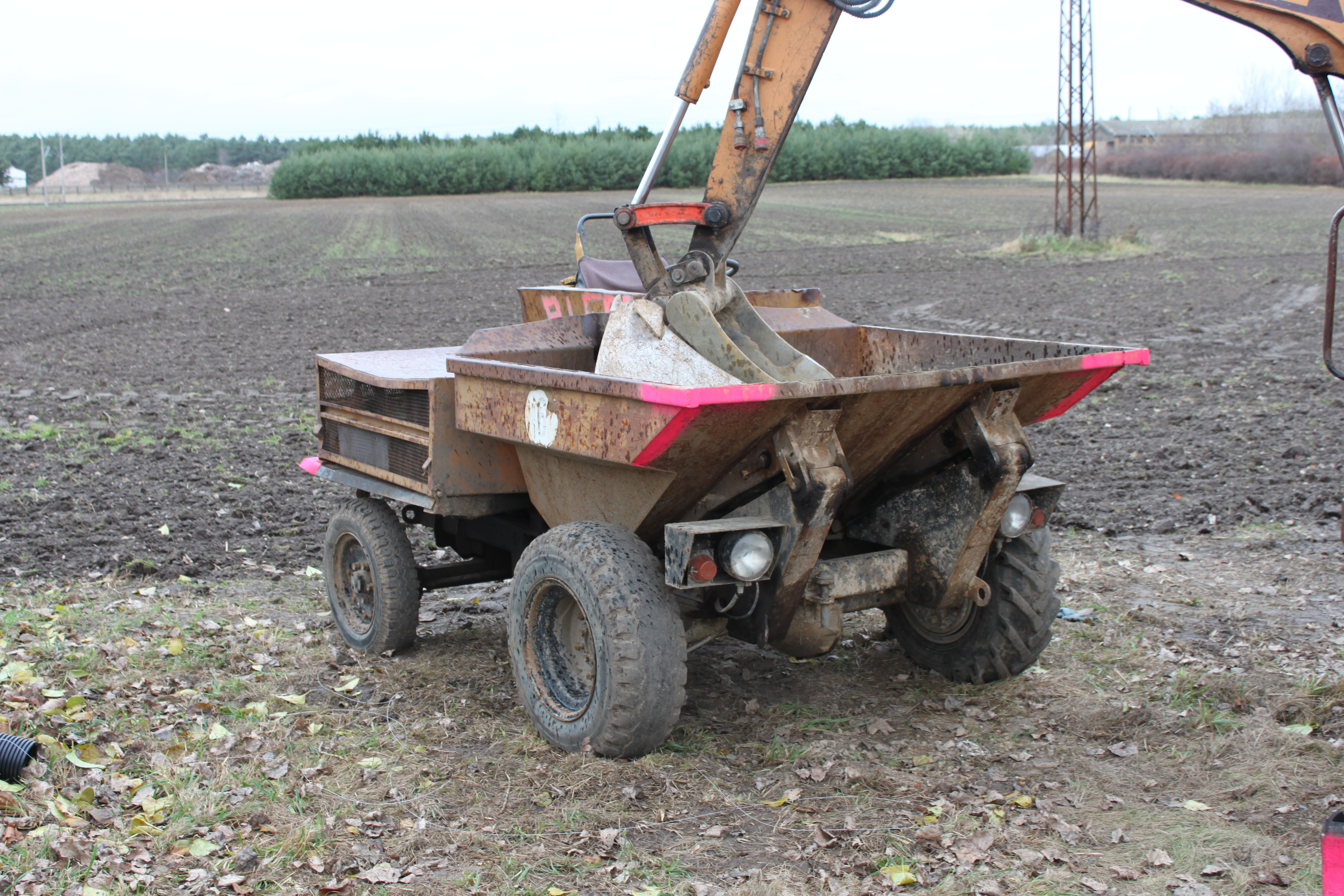
Deutlich kleiner: Der Waran
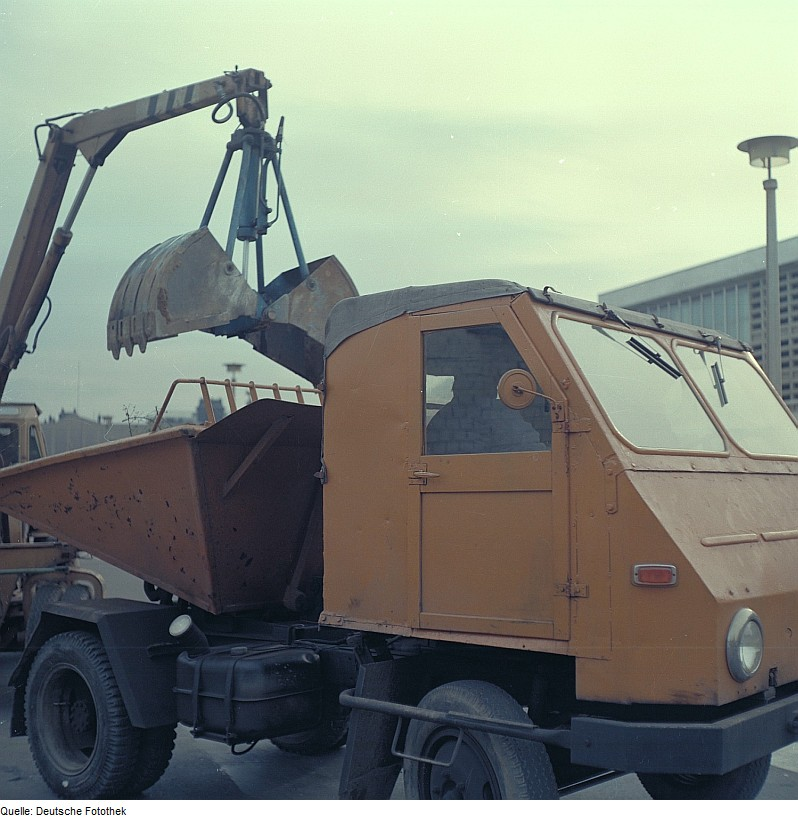
Nachfolger: Picco max IV

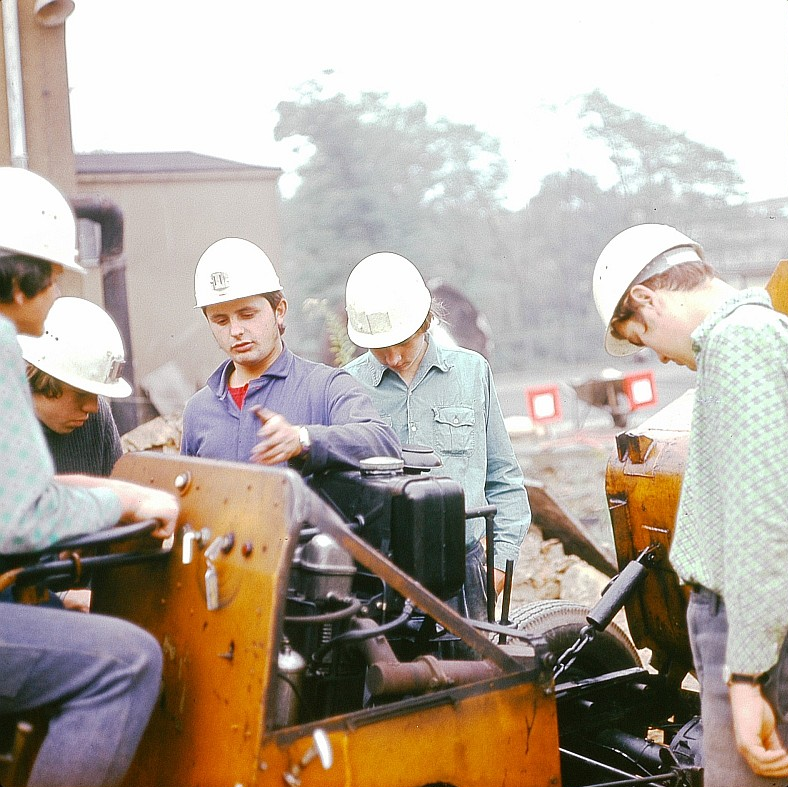
Blick auf den Motor bei gekippter Mulde

Aufgrund des zwischen dem Fahrer und der Mulde platzierten Motors ist das Fahrzeug relativ lang. Bei dem ab der zweiten Hälfte der sechziger Jahre ebenfalls in Mölkau gebauten 2-Achs-Dumper Waran 1500 wurde dieses Problem umgangen, indem hinter der 0,5-m³-Mulde der Fahrer links und der 15-PS-Dieselmotor rechts neben ihm angeordnet wurde.
Die Nachfolgemodelle Picco II, Picco max III und Picco max IV wurden als 2-Achs-Kleindumper mit einer Heckmulde konstruiert. Die Mulde des Picco II fasste 1,5 m³, seine Nachfolger hatten ein Ladevolumen von 2 m³. Letztere verfügen über eine geschlossene Zweimannkabine, deren Dach und Rückwand zur besseren Sicht als abnehmbare Plane ausgeführt wurde.

### Technische Daten
- Länge: 2900 mm
- Breite: 1550 mm
- Höhe: 1250 mm
- Radstand: 1900 mm
- Gewicht: 950 kg
- Nutzlast:
  - Terrain: 880 kg
  - Straße: 1100 kg

## Trivia
Auf dem Koselitzmarkt 1995 wurde mit drei Picco I und vier Fahrern ein Dumperrennen veranstaltet. In den folgenden Jahren wuchs die Zahl der Teilnehmer an, andere Austragungsorte kamen hinzu und seit 2003 wird jährlich in mehreren Rennen die Deutsche Dumper-Meisterschaft ausgetragen. Die antretenden Dreikantfeilen entsprechen zum Teil nicht mehr Serienfahrzeugen; sie haben ihre ursprüngliche Transportfunktion verloren und sind zu Spaß- oder Rennfahrzeugen umgebaut worden.